# آلانین آمینوترانسفراز
SGPT یا ALT یا (به انگلیسی: Alanine aminotransferase) (آلانین آمینوترانسفراز) و همچنین Serum glutamic-pyruvic transaminase; SGPT; Alanine transaminase; AST/ALT آنزیمی است که عمدتاً در کبد یافت می‌شود اما مقدار کمی از آن نیز در کلیه‌ها، قلب، ماهیچه‌ها و پانکراس وجود دارد. پیش از این به ALT، سرم گلوتامیک پیروویک ترانس آمیناز (SGPT) گفته می‌شد. مقدار این آنزیم در خون معمولاً اندک است. ALT برای کنترل کبد اندازه‌گیری می‌شود. این تست معمولاً همراه تست‌های دیگری همچون AST، آلکالن فسفاتاز، لاکتات دهیدروژنار (LDH) و بیلی روبین درخواست می‌شود. ALT آنزیمی است که بیشتر در یاخته‌های کبد و کلیه یافت می‌شود؛ مقادیر بسیار کمتر آن نیز در قلب و عضلات پیدا می‌شود. در افراد سالم، سطح ALT در خون پایین است. زمانی که کبد آسیب دیده است، معمولاً قبل از آن که علائم بارزتر آسیب کبدی مانند زردی رخ دهد، ALT داخل جریان خون آزاد می‌شود. این امر ALT را یک آزمایش مفید برای تشخیص آسیب کبدی می‌سازد.